# Теренин, Михаил Николаевич
 Михаил Николаевич Теренин (1839—1899) — русский государственный деятель, Симбирский и Владимирский губернатор. Тайный советник.

## Биография
Родился в 1839 году в дворянской семье, в селе Киять Буинского уезда Симбирской губернии.
В службу вступил 11 апреля 1856 года в 4-й резервный дивизион лейб-гвардии Конного полка унтер-офицером. В 1861 году избран кандидатом к мировому посреднику Буинского уезда Симбирской губернии. В 1863 году оставил военную службу в чине штабс-ротмистра.
В 1865 году вернулся на службу — гражданскую; был избран депутатом дворянства от Буинского уезда и определён мировым посредником 1-го участка того же уезда. В следующем году был избран Буинским уездным предводителем дворянства, а в 1871—1887 годах был симбирским губернским предводителем дворянства. В 1873 году пожалован в камергеры; 1 апреля 1879 года был произведён в действительные статские советники.
В 1887 году был назначен на должность симбирского губернатора, а в 1893 году — Владимирского губернатора. С 9 апреля 1889 года — тайный советник.
Скончался в 1899 году Симбирске от водянки, похоронен на семейном кладбище при церкви в родной Кияти.

## Семья
Супруга — Надежда Валериановна;
Дети: сыновья — Николай, предводитель дворянства Буинского уезда; Михаил (1879, Киять — 1957, Калифорния); 
две дочери: Елизавета и Надежда.

## Награды
- орден Св. Станислава 2-й ст. с императорской короной (1871)
- орден Св. Владимира 4-й ст. (1876)
- орден Св. Станислава 1-й ст. (1883)
- орден Св. Анны 1-й ст. (1876)
- орден Св. Владимира 2-й ст. (1892)